# Уилсон, Уэнди
Уэ́нди Уи́лсон (англ. Wendy Wilson; р. 16 октября 1969, Лос-Анджелес, Калифорния, США) — американская певица.

## Биография
Уэнди Уилсон родилась 16 октября 1969 года в Лос-Анджелесе (штат Калифорния, США) в семье музыкантов Брайана Уилсона (р. 1942) и Мэрилин Уилсон-Разерфорд (р. 1947), которые были женаты в 1964—1979 годах. У Уэнди есть старшая сестра — певица Кэрни Уилсон (р. 1968). У Уилсон есть четверо младших сводных сестёр и братьев по отцу от его второго брака с Мелиндой Ледбеттер: Дэрия Роуз Уилсон (р. 1996), Делани Роуз Уилсон (р. 1998), Дилан Дуглас Уилсон (р. 2004) и Дэш Тристан Уилсон (р. 2009).
Уэнди начала свою музыкальную карьеру в 1989 году.
С 24 мая 2002 года Уэнди замужем за музыкальным продюсером Дэниелом Кнатсоном. У супругов есть четыре сына: Лео Эван Кнатсон (р. 14.09.2003), Бо Кнатсон (р. 24.09.2004) и близнецы — Джесси Майлз Кнатсон и Уиллем Хантер Кнатсон (р. 17.08.2007).